# Berich (Edersee)

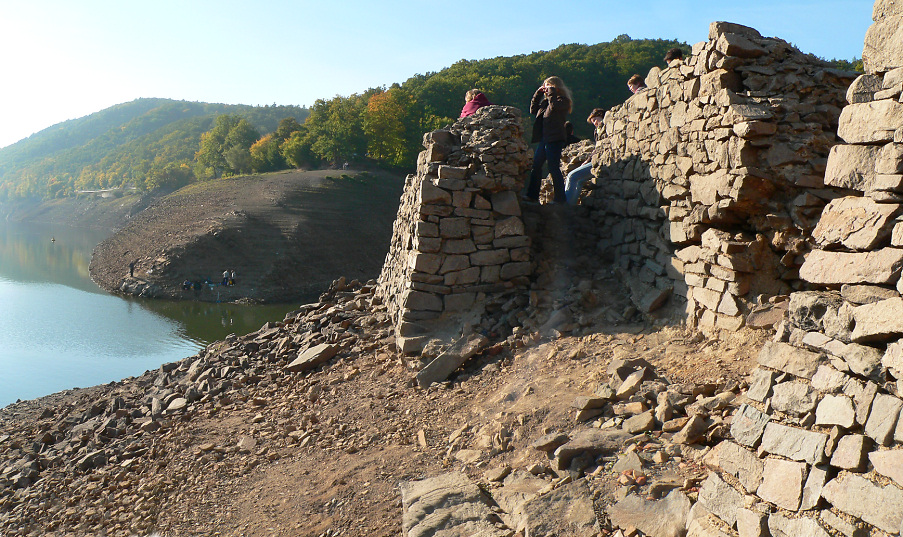
Mauerreste an der ehemaligen Dorfstelle Berich bei Niedrigwasser des Stausees

Das ehemalige Dorf Berich ist im Jahr 1914 im Edersee versunken; die alte Dorfstelle liegt im Gebiet der heutigen Gemeinde Edertal im nordhessischen Landkreis Waldeck-Frankenberg.

## Geschichte
Berich war ein kleines Dorf etwa zwei Kilometer südwestlich des Schlosses Waldeck auf einer schmalen Anhöhe über der Eder. Das Dorf entstand auf dem Gelände des ehemaligen Nonnenklosters Berich, das 1566 nach der Einführung der Reformation in Waldeck aufgelöst wurde. Das Kloster wurde Eigentum der Grafen von Waldeck und zunächst als Meierei genutzt. 1753 erfolgte die Umwandlung in ein Dorf, in dem zehn Kolonistenfamilien angesiedelt wurden. Bei der Volkszählung von 1895 hatte das Dorf 157 Einwohner. Es besaß eine Gemarkung von 582 Hektar. Noch 1898/99 wurde eine massive Steinbrücke über die Eder erbaut.

## Untergang

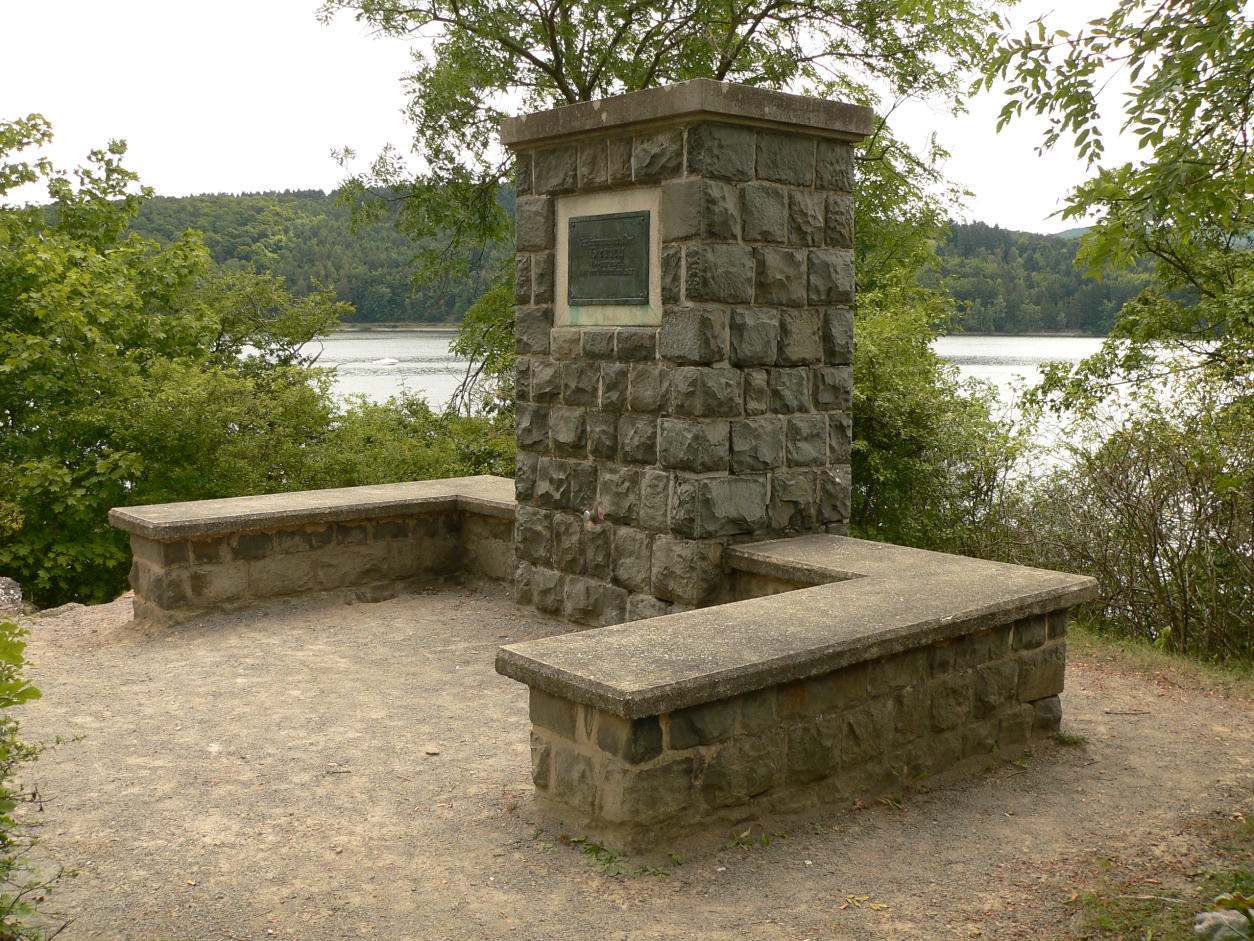
Denkmal für Berich unweit der früheren Dorfstelle

Schon wenige Jahre nach dem Brückenbau begannen die Planungen zum Bau der Edertalsperre. Es wurde klar, dass das Dorf aufgegeben werden musste, da es im Stausee untergehen würde: die Dorfstelle, auf 232 m über NN, würde 13 Meter unterhalb des Vollstau-Wasserspiegels liegen. 1905 hatte das Dorf 26 Familien mit 134 Einwohnern, die ihr altes Heim verlassen mussten.  Die fürstlich waldeckische Domänenkammer bot den Dorfbewohnern an, auf dem Gelände der fürstlichen Domäne Büllinghausen bei Arolsen ein neues Dorf zu errichten. Dort entstand daraufhin Neu-Berich, heute ein Stadtteil von Bad Arolsen. Acht Familien aus Berich und neun Familien aus dem nahen Bringhausen am gegenüberliegenden Ufer der Eder wurden dort angesiedelt. Im Herbst 1913 war Berich menschenleer. Wenige Wochen später kamen Pioniere aus Hannoversch Münden nach Berich, und mit Artilleriegeschützen und Sprengladungen zerstörten sie im Dezember die Wohnhäuser.
Die Kirche des ehemaligen Klosters Berich, seit 1544 Dorfkirche, wurde in den Jahren 1912 bis 1914 vor dem Einfluten des Edersees größtenteils abgetragen und in Neu-Berich wieder aufgebaut, allerdings um zwei Joche verkürzt. Die Steine um die Fenster und um das Portal wurden von den Dorfbewohnern sorgfältig abgebaut, nummeriert und mit Ochsen- und Pferdewagen nach Neu-Berich gebracht, ebenso die Türen und Fenster, der Fußboden, die Orgel und der Altar. Die Kosten für den Wiederaufbau beliefen sich auf 20.000 Mark.
Die Gräber auf dem Friedhof von Berich wurden mit Betondecken versehen. Der Friedhof ist bei entsprechend niedrigem Wasserstand des Edersees begehbar. Die Reste des Dorfes liegen in der Tauchzone und können gut betaucht werden, allerdings ist außer Grundmauern und Kellergewölben nicht mehr viel erhalten. Sehenswert ist die 1898/99, nur 16 Jahre vor dem Einfluten des Sees, erbaute Bericher Brücke, deren Fahrbahndecke bei Vollstau 28 m unter dem Wasserspiegel liegt und die noch zum großen Teil erhalten ist. Das Flussbett der alten Eder liegt noch einmal 5 m tiefer.

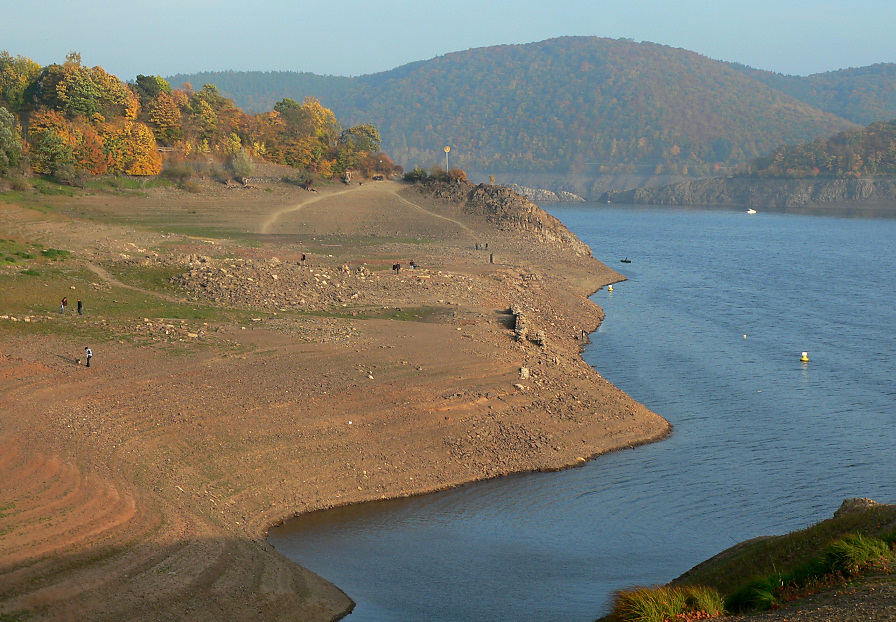
Dorfstelle mit Steinresten
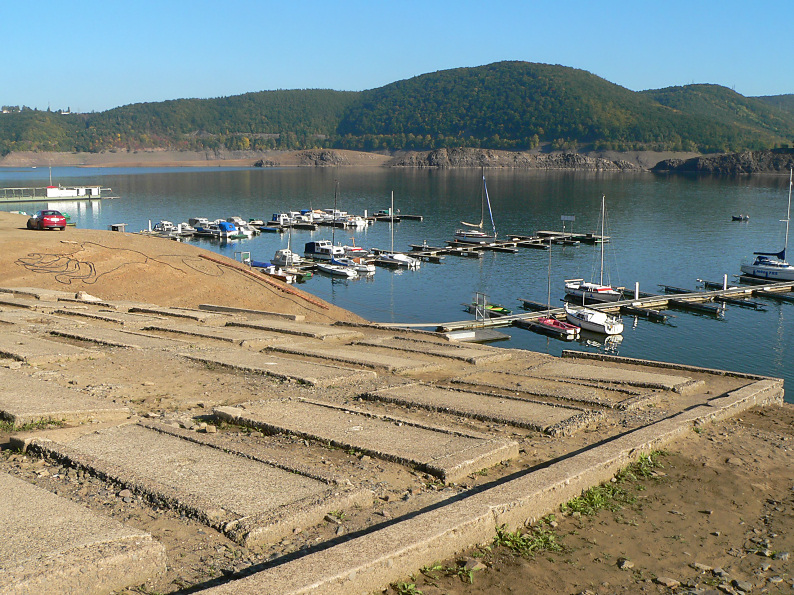
Friedhof mit einbetonierten Gräbern bei Niedrigwasser
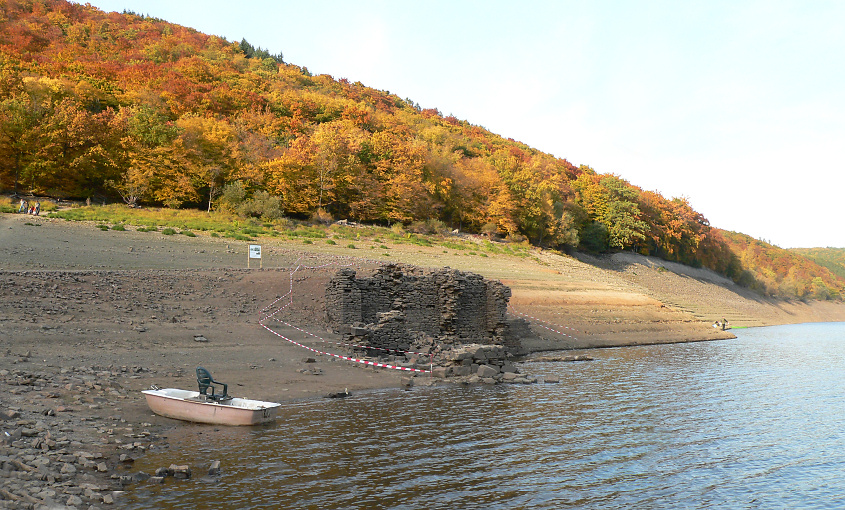
Mauerreste der Bericher Hütte. Das Sperrmauermodell liegt davor, aber noch unterhalb des Wasserspiegels
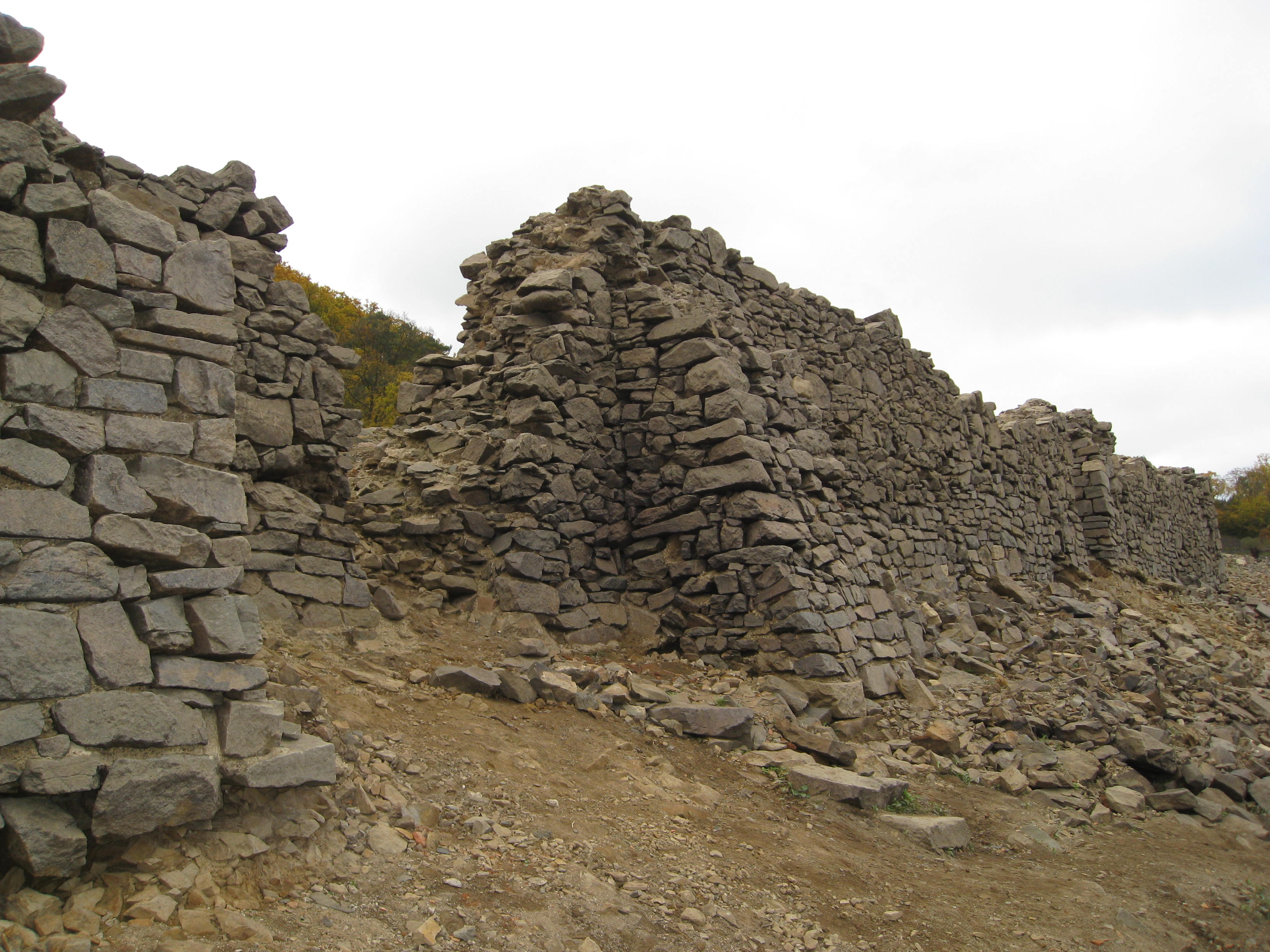
Ruinen des früheren Dorfes Berich
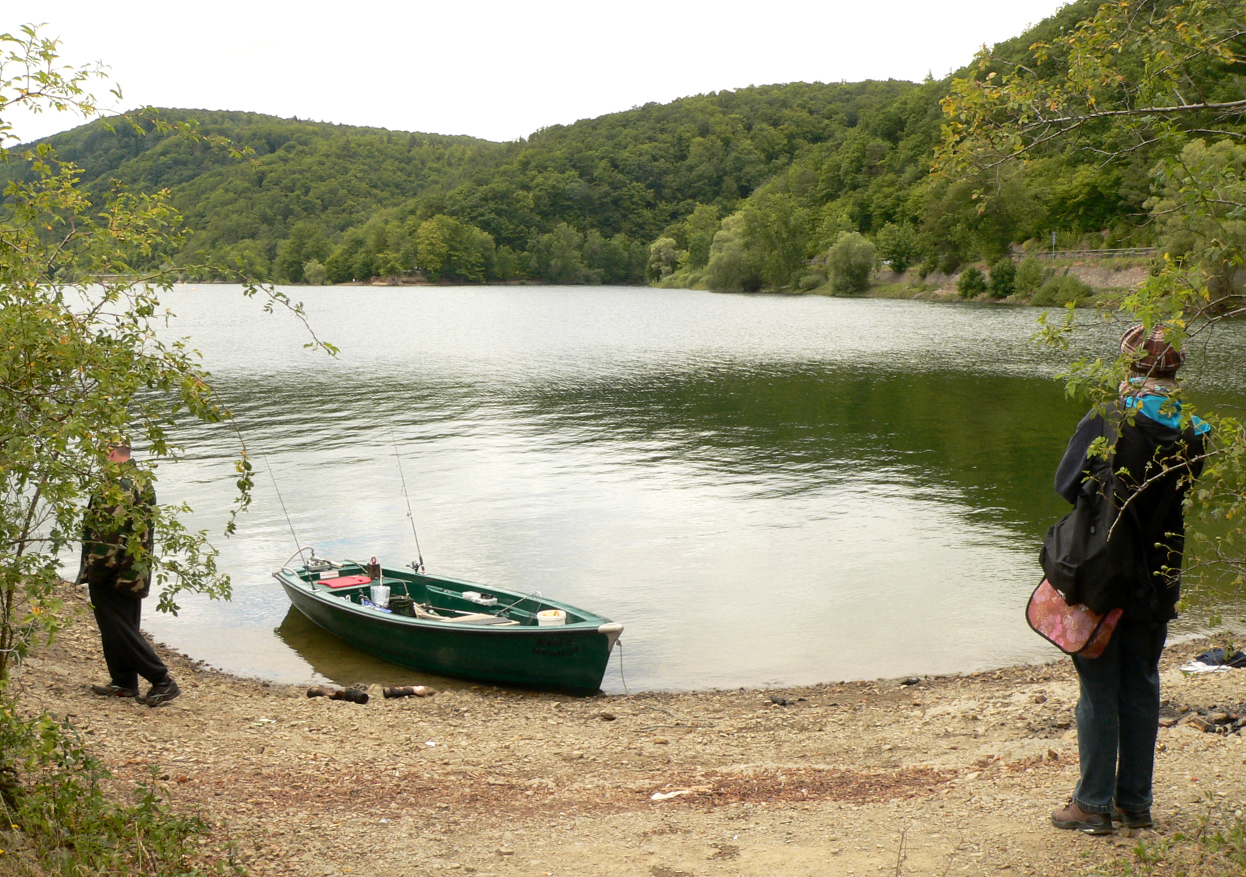
Blick auf den Seebereich, in dem die Dorfstelle unter Wasser liegt
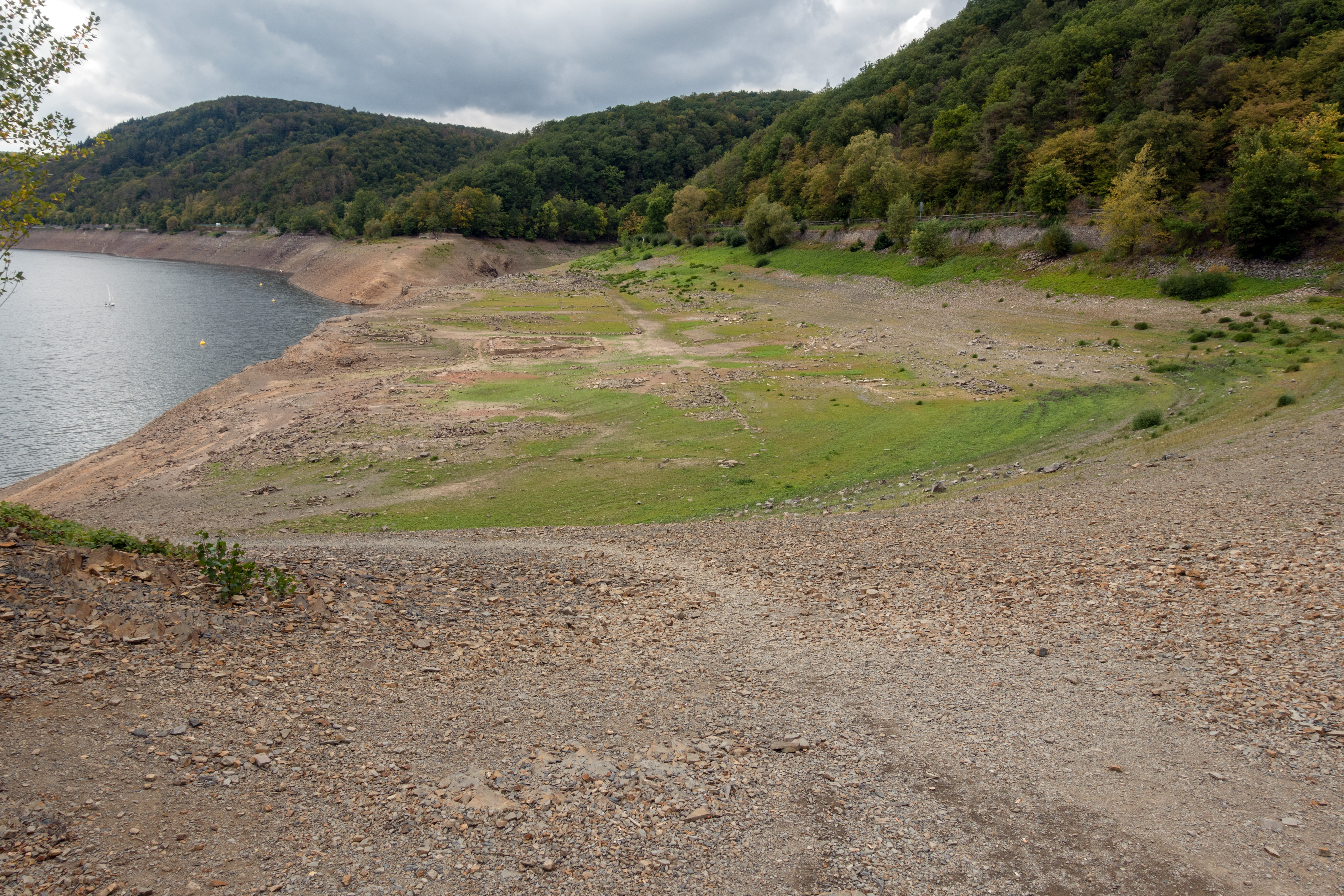
Mauerreste während des Niedrigwassers 2019
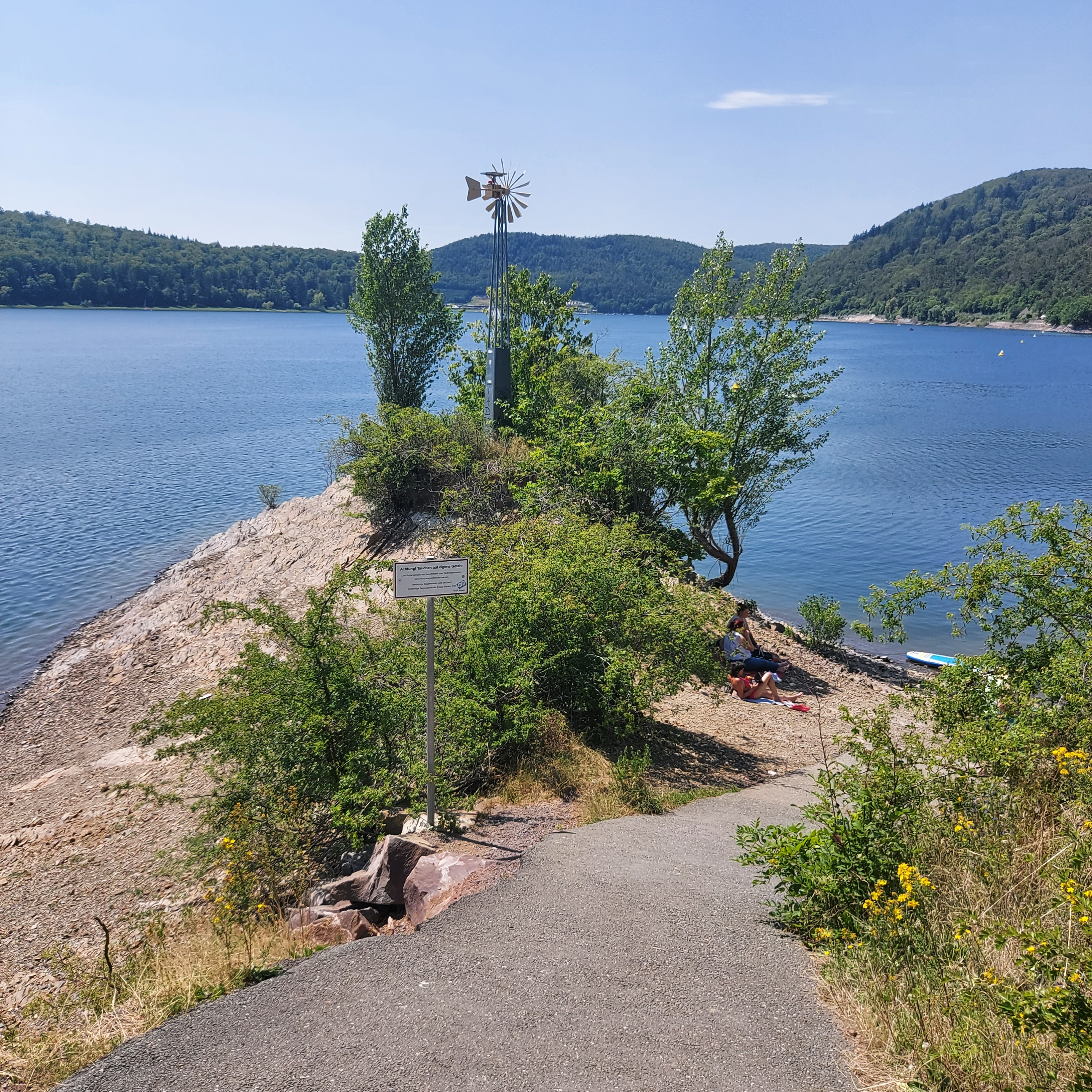
Einstieg für Taucher bei Normalwasserstand

## Außenanwesen
Westlich von Berich, im Mündungsbereich der Werbe, lagen die Bericher Hütte, die Bericher Mühle und die Meierei Vornhagen, die allesamt ebenfalls im See versunken sind.

### Bericher Hütte
Die Eisenhütte am Hammerberg lag etwa 2 km westlich des Dorfes am Ostrand des Eingangs zum Werbetal. In unmittelbarer Nähe lagen auch die Bericher Mühle und eine Molkerei. Die Eisenhütte wurde 1755 von den Waldecker Fürsten erbaut. Sie verarbeitete in turmhohen Hochöfen hauptsächlich Eisenerz aus Adorf, das mit Pferdewagen angefahren wurde. Etwa 40 Arbeiter, vorwiegend aus Bringhausen, waren in der Verhüttung tätig. Brennmaterial war Holzkohle aus den umliegenden Wäldern. Die Jahresproduktion der Hütte betrug 1819 rund 160 Tonnen Gusseisen.
Die Eisenerzverhüttung wurde im Dezember 1875 eingestellt, da sie sich wegen des weiten Transports der Erzeugnisse bis zur Bahnstation in Wabern nicht mehr lohnte. Danach verfiel das Werk, auch weil das Baumaterial zum Teil zu anderen Zwecken verwandt wurde. Beim Bau der Edertalsperre war außer einigen Nebengebäuden nur noch das ehemalige Wohnhaus erhalten, in dem seit 1875 eine Gastwirtschaft betrieben wurde.
Bei den Vorarbeiten zum Bau der Talsperre wurde bei der Bericher Hütte ein Modell der Talsperre im Maßstab 1:40 errichtet, an dem die verschiedenen Vorrichtungen zur Abführung des Wassers an der Sperrmauer ausprobiert wurden. Das Wasser zum Betreiben des Modells lieferte der Mühlengraben der alten Hütte. Die Grundmauern der Hütte sind noch heute gut erhalten, und bei Wassertiefstand taucht das Modell der Talsperre auch heute noch auf. Dies war zuletzt der Fall in den Jahren 2003, 2011, 2016 (nur die Krone), 2018 (wo es offenbar gezielt beschädigt wurde) und 2019.

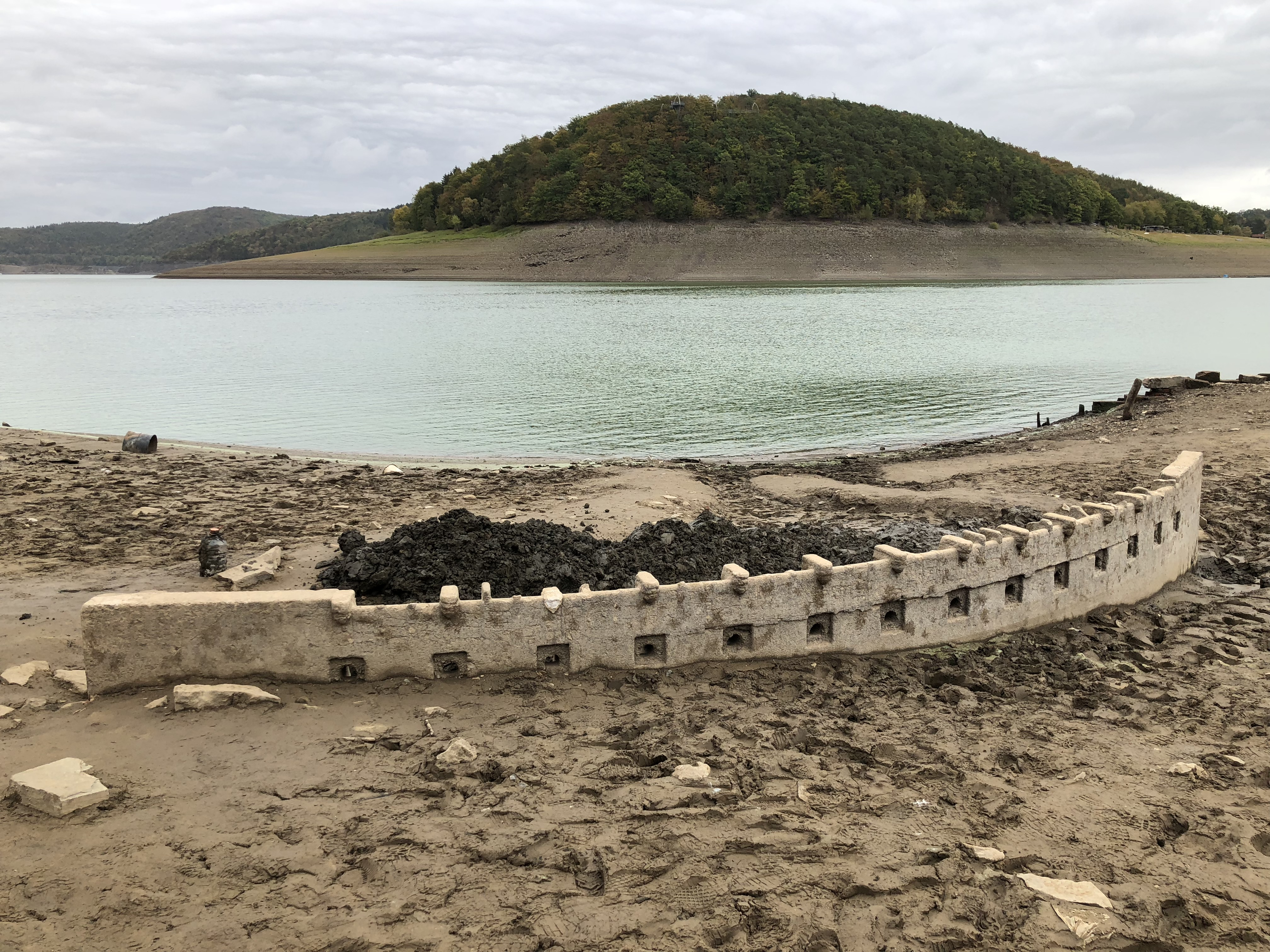
Das Sperrmauermodell nahe der Bericher Hütte bei extremem Niedrigwasser (2018)

### Stollmühle
Auch die Überreste der gesprengten Stollmühle, etwas oberhalb der Eisenhütte, versanken im See. Sie waren beim Bau der Sperrmauer schon in einem derart schlechten Zustand, dass der Verkaufspreis von damals 70.000 Mark wohl recht großzügig war. Die Mühle schmiegte sich im Norden an den langgestreckten Hopfenberg, dessen Kuppe heute bei Niedrigwasser als Insel sichtbar ist, und im Westen an den Hammerberg. Der Mühlgraben begann bei Vornhagen und führte um den Hopfenberg; ein Rest des in die Eder gebauten Wehres und ein Teil des Grabens sind noch vorhanden. Die Reste der Stollmühle liegen unter dem Wasserskigebiet und lassen sich nicht betauchen.

### Vornhagen
Ebenfalls zum Dorf Berich gehörte Vornhagen, eine einst selbständige Meierei, die aber später mit der Domäne Waldeck gemeinsam verpachtet war. Ein großes Kellergewölbe und eine Menge Trümmer sind von Vornhagen übriggeblieben.

## Persönlichkeiten
- Georg Friedrich Kliffmüller (* 25. Mai 1803 in Berich; † 26. Januar 1869 ebenda), deutscher Erbpächter und Politiker und Bürgermeister von Berich